# Una dona marcada
Una dona marcada (títol original en anglès: BUtterfield 8) és una pel·lícula estatunidenca dirigida per Daniel Mann, estrenada el 1960. Ha estat doblada al català.

## Argument[2]
Glòria és la call-girl més elegant i més ben pagada de tot Nova York. Passa la nit amb Weston Liggett amb qui experimenta uns sentiments que ignorava fins aleshores. També queda impressionada pels diners que li proposa. Per venjar-se, decideix preparar-li una broma i s'enduu el visó de l'esposa de Weston, la molt rica Emily. Weston i Glòria es tornen a veure i el seu amor creix. Glòria ha oblidat completament la història del visó però Weston se n'assabenta i furiós, pensa que Glòria s'ha burlat d'ell. Trenca amb ella i desesperada, Glòria es mata en un accident de cotxe. Weston decideix començar de zero.

## Repartiment
- Elizabeth Taylor: Gloria Wandrous
- Laurence Harvey: Weston Liggett
- Eddie Fisher: Steve Carpenter
- Dina Merrill: Emily Liggett
- Mildred Dunnock: Mrs. Wandrous
- Betty Field: Mrs. Fanny Thurber
- Jeffrey Lynn: Bingham Smith
- Kay Medford: Happy
- Susan Oliver: Norma
- George Voskovec: Dr. Tredman

## Premis i nominacions

### Premis
- 1961: Oscar a la millor actriu per Elizabeth Taylor

### Nominacions
- 1961: Oscar a la millor fotografia per Joseph Ruttenberg i Charles Harten
- 1961: Globus d'Or a la millor actriu dramàtica per Elizabeth Taylor

## Al voltant de la pel·lícula
- Les dues primeres lletres del títol original (BUtterfly 8 ) corresponen a la manera de referenciar en les centrals telefòniques de trànsit els prefixos dels números de telèfon als Estats Units fins als anys 1970.